# Seznam polkov po zaporednih številkah (1150. - 1199.)
Seznam polkov po zaporednih številkah - polki od 1150. do 1199.

## 1151. polk
Pehotni
- 1151. grenadirski polk (Wehrmacht)
- 1151. strelski polk (ZSSR)

## 1152. polk
Pehotni
- 1152. grenadirski polk (Wehrmacht)

Artilerijski
- 1152. raketni artilerijski polk (ZSSR)

## 1153. polk
Pehotni
- 1153. grenadirski polk (Wehrmacht)
- 1153. strelski polk (ZSSR)

## 1155. polk
Pehotni
- 1155. grenadirski polk (Wehrmacht)
- 1155. strelski polk (ZSSR)

## 1156. polk
Pehotni
- 1156. grenadirski polk (Wehrmacht)
- 1156. strelski polk (ZSSR)

## 1157. polk
Pehotni
- 1157. grenadirski polk (Wehrmacht)

Artilerijski
- 1157. polk korpusne artilerije (ZSSR)

## 1158. polk
Pehotni
- 1158. grenadirski polk (Wehrmacht)

Artilerijski
- 1158. artilerijski polk (ZSSR)

## 1159. polk
Pehotni
- 1159. grenadirski polk (Wehrmacht)

Zračnoobrambni
- 1159. protiletalski raketni polk (ZSSR)

## 1160. polk
Pehotni
- 1160. grenadirski polk (Wehrmacht)

Zračnoobrambni
- 1160. protiletalski raketni polk (ZSSR)

## 1161. polk
Pehotni
- 1161. grenadirski polk (Wehrmacht)

Zračnoobrambni
- 1161. protiletalski raketni polk (ZSSR)

## 1162. polk
Pehotni
- 1162. grenadirski polk (Wehrmacht)
- 1162. strelski polk (ZSSR)

Zračnoobrambni
- 1162. protiletalski raketni polk (Ruska federacija)

## 1164. polk
Pehotni
- 1164. grenadirski polk (Wehrmacht)

Zračnoobrambni
- 1164. protiletalski raketni polk (ZSSR)

## 1165. polk
Pehotni
- 1165. grenadirski polk (Wehrmacht)

Zračnoobrambni
- 1165. protiletalski artilerijski polk (ZSSR)

## 1166. polk
Pehotni
- 1166. grenadirski polk (Wehrmacht)

Artilerijski
- 1166. topniški artilerijski polk (ZSSR)

## 1168. polk
Pehotni
- 1168. grenadirski polk (Wehrmacht)

Artilerijski
- 1168. protitankovski artilerijski polk (ZSSR)

## 1169. polk
Pehotni
- 1169. grenadirski polk (Wehrmacht)

Zračnoobrambni
- 1169. protiletalski raketni polk (ZSSR)

## 1170. polk
Pehotni
- 1170. grenadirski polk (Wehrmacht)

Zračnoobrambni
- 1170. protiletalski raketni polk (ZSSR)

## 1171. polk
Pehotni
- 1171. grenadirski polk (Wehrmacht)

Zračnoobrambni
- 1171. protiletalski raketni polk (ZSSR)

## 1172. polk
Pehotni
- 1172. grenadirski polk (Wehrmacht)

Artilerijski
- 1172. protitankovski artilerijski polk (ZSSR)

## 1173. polk
Pehotni
- 1173. grenadirski polk (Wehrmacht)

Zračnoobrambni
- 1173. gardni protiletalski raketni polk (ZSSR)

## 1174. polk
Pehotni
- 1174. grenadirski polk (Wehrmacht)

Zračnoobrambni
- 1174. gardni protiletalski raketni polk (ZSSR)

## 1175. polk
Pehotni
- 1175. grenadirski polk (Wehrmacht)

Zračnoobrambni
- 1175. gardni protiletalski raketni polk (ZSSR)

## 1176. polk
Pehotni
- 1176. grenadirski polk (Wehrmacht)

Artilerijski
- 1176. protitankovski artilerijski polk (ZSSR)

## 1177. polk
Pehotni
- 1177. grenadirski polk (Wehrmacht)

Artilerijski
- 1177. protitankovski artilerijski polk (ZSSR)

## 1180. polk
Pehotni
- 1180. grenadirski polk (Wehrmacht)

Artilerijski
- 1180. protitankovski artilerijski polk (ZSSR)

## 1181. polk
Pehotni
- 1181. grenadirski polk (Wehrmacht)

Zračnoobrambni
- 1181. protiletalski artilerijski polk (ZSSR)

## 1182. polk
Pehotni
- 1182. grenadirski polk (Wehrmacht)

Artilerijski
- 1182. gardni artilerijski polk (Ruska federacija)

## 1183. polk
Pehotni
- 1183. grenadirski polk (Wehrmacht)

Artilerijski
- 1183. protitankovski artilerijski polk (ZSSR)

## 1184. polk
Pehotni
- 1184. grenadirski polk (Wehrmacht)

Artilerijski
- 1184. protitankovski artilerijski polk (ZSSR)

## 1185. polk
Pehotni
- 1185. grenadirski polk (Wehrmacht)
- 1185. strelski polk (ZSSR)

Artilerijski
- 1185. protitankovski artilerijski polk (ZSSR)

## 1186. polk
Pehotni
- 1186. grenadirski polk (Wehrmacht)

Artilerijski
- 1186. protitankovski artilerijski polk (ZSSR)

## 1188. polk
Pehotni
- 1188. grenadirski polk (Wehrmacht)
- 1188. strelski polk (ZSSR)
- 1188. polk (KAD)

Artilerijski
- 1188. lahki artilerijski polk (ZSSR)
- 1188. gardni protitankovski artilerijski polk (ZSSR)

## 1189. polk
Pehotni
- 1189. grenadirski polk (Wehrmacht)

Artilerijski
- 1189. lahki artilerijski polk (ZSSR)
- 1189. šolski artilerijski polk (ZSSR)

## 1195. polk
Pehotni
- 1195. grenadirski polk (Wehrmacht)

Artilerijski
- 1195. artilerijski polk (ZSSR)

## 1196. polk
Pehotni
- 1196. grenadirski polk (Wehrmacht)
- 1196. strelski polk (ZSSR)

## 1197. polk
Pehotni
- 1197. grenadirski polk (Wehrmacht)

Artilerijski
- 1197. samovozni artilerijski polk (ZSSR)

## 1198. polk
Pehotni
- 1198. grenadirski polk (Wehrmacht)

Artilerijski
- 1198. samovozni artilerijski polk (ZSSR) ([[1945}})
- 1198. raketni artilerijski polk (ZSSR) ([[1987}})

## 1199. polk
Pehotni
- 1199. grenadirski polk (Wehrmacht)

Artilerijski
- 1199. samovozni artilerijski polk (ZSSR)
- 1199. raketni artilerijski polk (Belorusija)